# Беседа на јерес
Беседа на јерес (пун назив: Недостојнога Козме презвитера беседа на новојављену јерес богумилу) је наслов правоверног апологетског трактата бугарског свештеника Козме Презвитера против новојављене богумилске јереси. Писан је на старословенском језику крајем 10. века (око 970. године).
Беседа презвитера Козме је непроцењиво сведочанство о приликама на југоисточне Европе тога времена, а поготово приликама у цркви које он подвргава критици. Уједно је један од главних извора за реконструкцију учења богумила, које он назива „богумрским јеретицима“.

## Садржина беседе
Беседа започиње тврдњом да су заповеди Божје дивне и вредне поштовања, али је сваку хулу Господ оставио човеку, осим хуле на Светог Духа, која је неопростива. Козма утврђује да јеретичество потиче од Арија, који је хулио на Сина Божјег, не признајући га равног оцу. Козма преноси да „Макидонии Светог Духа хулјаше“, иако су таква учења осудили свети оци на сабору никејскоме.
Козма даље оптужује јеретике да шире криву науку која се противи учењу правоверне хришћанске цркве да има само један Бог, створитељ свега видљивог и невидљивог света, од кога све происходи, а да, насупрот томе уче како постоје два бога: од једног происходи добро, а од другог зло. Злог бога називају Мамон и он је стројитељ све земље. Он привољава човека жене имати, месо јести и вино пити. По ђавољој вољи постоје сунце, звезде, ваздух, земља, човек, цркве, крстови и све створено. Људе који се жене и живе уобичајеним световним животом, називају слугама Мамона, док себе сматрају угоднима богу због свог аскетског живота.
Ови јеретици, који себе називају правим хришћанима, се противе црквеној власти и хијерархији, поричући свештеницима сваку власт над верницима. Они одбацују Стари завет и писања црквених отаца, а задржавају јеванђеље, дела апостолска и посланице. Не поштују крст, иконе, мошти (реликвије), нити свете тајне (сакраменте). Ругају се чудима, називајући их делима сотоне. Не врше литургију ни причест, тврдећи да су то иновације Јована Златоустог. Цркве не признају домовима божјим, већ се моле у кућама. Признају важност исповести, али верују да је довољно исповедити своје грехе другом хришћанину или хришћанки. Козма им посебно замера што су и жене укључене међу оне којима се може исповедати.
Богумили проповедају јеванђељско равенство и иступају против богатства и богатих. Они устају против световне власти, подстичу народ на непокорност владарима, нападају старешине и богаташе (бољаре), одвраћају робове да работају за своје господаре, учећи да су богумрски они који раде за цара.
Козма није љут само на јеретике, већ и на бугарску владајућу класу и свештенство, поготово на људе који остављају жене и децу да би побегли у сигурност манастира. Такође критикује свештенике који путују преко, у Рим и Јерусалим, да би се дома разметали својим путовањима.

## Поглавља
У препису из 19. века, Беседа садржи поглавља са следећим поднасловима:
- О причести; где он пребацује богумилима што не верују да је хлеб тело Христово, већ га сматрају простим брашном.
- О литургији; где он пребацује јеретицима што не поштују литургију. Он наиме наводи богумиле који кажу да „није Христ створио литургију, зато је ми немамо“ и „Нису Апостоли литургију предали, но Јован Златоусти.“ Козма то одлучно побија тврдећи да црква није могла да постоји триста година, до Јована Златоустог, без литургије и да су Апостоли литургију примили од Христа.
- О јелу и пићу; Козма се противи богумилској забрани меса и вина, верујући „да је всја твар божија добра.“ и да „иће и пиће в мери не осудит чловека“ јер оно што споља улази у човека не може га оскрнавити ако му не улази у срце. „Все извана уходајше в чловека не может его оскврнити, ако не входит јему в срдце. А иже из чловека исходит, то же скврнит чловека изнутри.“ Само оно што из срца исходи, може оскрнавити човека. А то су: прељуба, блудничење, разбојништво, лукавство, хуљење, високоумство... А јело и пиће не изходе из човека и не прете да му покваре срце, штавише, „ако по мало вино пиемо здравие приносит.“
- О незнању јеретичком; Овде се износе разне, по њему „јеретичке заблуде и погрешна веровања“, која нису у складу са правоверним становиштем које Козма заступа.
- О исповедању јеретика; Овде Козма посебно замера „богумрским јеретицима“ зато што се исповедају једни другима, уместо да се исповедају свештеницима. Поврх свега, и женама је дозвољено да врше исповед. „Јеретици сами всеби исповед творат и решават... неже само мужи того творат но и жени.“
- О хотећима отићи у црну ризу; Козма критикује оне који одлазе у манастир и облаче црне ризе (мантије) да би побегли од света. Такође критикује и оне што по сваку цену проповедају сиромаштво, говорећи да богатство није зло ако се добро употреби.
- О затворницима; „Они улазе у затворе, које својом вољом творе.“ Они манастирска закона узеше, а не хтеше потрудити се, ни покорити се игуману. Не могаше с монасима дане проводити с миром. Хтедоше да на целој земљи буду њихови завети и закони. Они сами мишљаше да угађају Богу. И својим безумљем одбегоше, и прикупише и искупише многе. И стадоше њивама и селом стројати. И друга безумља у њих биваше.
- О добрим чрнцима (монасима); који се по истини називају монасима и који беспрекорно живе и не носе блештаве ризе;
- О вери; Козма им веома замера што немају своје већ преправљају Христово учење: „Не своја износаше словеса но Христова вешташе учења“. Козма даље пита која је полза звати се хришћанином, не творећи дела повећ Христу. Осим што не иду у цркву, Козму чуди зашто „здравог учења не послушају наук, но по својем хтењу избиру себи учитеља“ и закључује да није лепо називати се хришћанином творећи тако.
- О епископима и поповима; Епископима и поповима Козма поручује да буду достојни свога положаја, да буду добри пастири и да припазе како живе, јер „подобајет епископу беспорока бити“.